# 유근 (명나라)
유근(劉瑾, ? ~ 1510)은 명나라의 환관이었다. 그는 환관으로 들어온 이후 정덕제(正德帝)의 총애를 받으며 유명해지자 매관매직을 일삼았다. 이 과정에서 매관매직에 대해 불만을 갖고 있던 진사 정만(鄭曼)에게 그의 어머니와 여동생을 범했다고 모함하여 능지형에 처하게 만들었다. 정만은 3,600번이나 되는 칼질을 당하고 가슴을 도끼로 빠개어 죽임을 당했다.
하지만 유근은 자신이 누구의 덕으로 절대권력을 휘두르고 있는지를 망각하고 만다. 결국 유근은 정덕제의 명나라 황위를 찬탈하려 시도했다. 결국 실패로 돌아갔으며 유근은 체포되어 자신이 모함한 정만과 같은 능지형을 당했다. 이 과정에서 유근에게 도합 6,000번의 칼질이 가해졌다. 3일에 걸쳐 하루 평균 2,000회의 칼질이 가해졌는데, 사실 이틀째 되던 날에 유근은 이미 죽어 있었다. 사흘째 되던 날 몸통과 머리만 남은 유근의 시체는 장대에서 끌어내려져 가슴께를 도끼로 부순 뒤에 내장을 끄집어 낸 후 목을 잘라 장대 위에 함께 걸어보임으로써 형은 모두 끝났다. 갈기갈기 찢긴 그의 몸통을 본 군중 중 그에게 핍박당했거나 그의 모함으로 처형을 당한 유족들이 너나할 것 없이 달려들어 시신을 물어뜯었는데, 어떤 남자의 입에는 유근의 성기가 물려 있었다고 전한다. 당대의 다른 기록에서는 유근이 받은 칼질 횟수가 4,780여회였다고 기록해 놓기도 했다.